# Lenomys
Lenomys meyeri is een knaagdier uit de muizen en ratten van de Oude Wereld dat voorkomt op Sulawesi. Het is de enige beschreven soort van het geslacht Lenomys, hoewel dat ook een onbeschreven soort uit Zuidwest-Sulawesi omvat. Dit geslacht is nauw verwant aan Eropeplus. Dit dier is gevonden in het noorden, midden en zuidwesten van het eiland. In het zuidwesten zijn ook subfossielen gevonden. Een rat uit de Sangihe-eilanden, ten noordoosten van Sulawesi, is geïdentificeerd als L. meyeri, maar is in feite een onbeschreven soort verwant aan Rattus xanthurus. L. meyeri doet aan coprofagie (het opeten van de eigen uitwerpselen).
Dit dier heeft een dikke, zachte wollige vacht. De rug is bruin tot olijfkleurig, de onderkant geelwit. De voeten zijn bruingrijs. De staart is spaarzaam behaard en grotendeels vleeskleurig. Dit dier lijkt zo sterk op Eropeplus canus dat deze dieren op basis van de huid en de schedel nauwelijks van elkaar te onderscheiden zijn. De patronen van de kiezen verschillen echter sterk. Ook Taeromys callitrichus, eveneens een endemische muizensoort van Sulawesi, lijkt op L. meyeri.
Aethomys-divisie ·
Apodemus-divisie ·
Arvicanthis-divisie ·
Chrotomys-divisie ·
Colomys-divisie ·
Crunomys-divisie ·
Dacnomys-divisie ·
Dasymys-divisie ·
Echiothrix-divisie ·
Golunda-divisie ·
Hadromys-divisie ·
Hybomys-divisie ·
Hydromys-divisie ·
Lorentzimys-divisie ·
Malacomys-divisie ·
Maxomys-divisie ·
Melasmothrix-divisie ·
Micromys-divisie ·
Millardia-divisie ·
Mus-divisie ·
Oenomys-divisie ·
Phloeomys-divisie ·

Pithecheir-divisie (Eropeplus · Lenomys · Lenothrix · Margaretamys · Pithecheir · Pithecheirops) ·

Pogonomys-divisie ·
Pseudomys-divisie ·
Rattus-divisie ·
Stenocephalemys-divisie ·
Uromys-divisie ·
Xeromys-divisie ·
Niet-ingedeelde geslachten